# Richard Helms
Richard McGarrah Helms (Filadélfia, 30 de março de 1913 – Washington, D.C., 22 de outubro de 2002) foi diretor da CIA de 1966 a 1973. Foi o único diretor da CIA que foi condenado por mentir ao Congresso sobre atividades clandestinas da CIA. Em 1977, foi condenado a pagar uma multa e recebeu uma sentença de dois anos.
Aos 23 anos de idade Helms entrevistou Adolf Hitler durante os Jogos Olímpicos de 1936.
Em 1972, Helms ordenou a destruição da maioria dos documentos referentes ao imenso Projeto MKULTRA, no qual mais de 150 pesquisas pagas pela CIA foram desenvolvidas com o objetivo de criar e desenvolver técnicas de tortura e controle da mente. O Projeto MKULTRA se tornou público dois anos depois quando o jornal New York Times publicou informações sobre o mesmo. A total extensão do MKULTRA jamais foi tornada pública e pode ser que jamais venha a ser conhecida.